# Артюхин, Евгений Евгеньевич

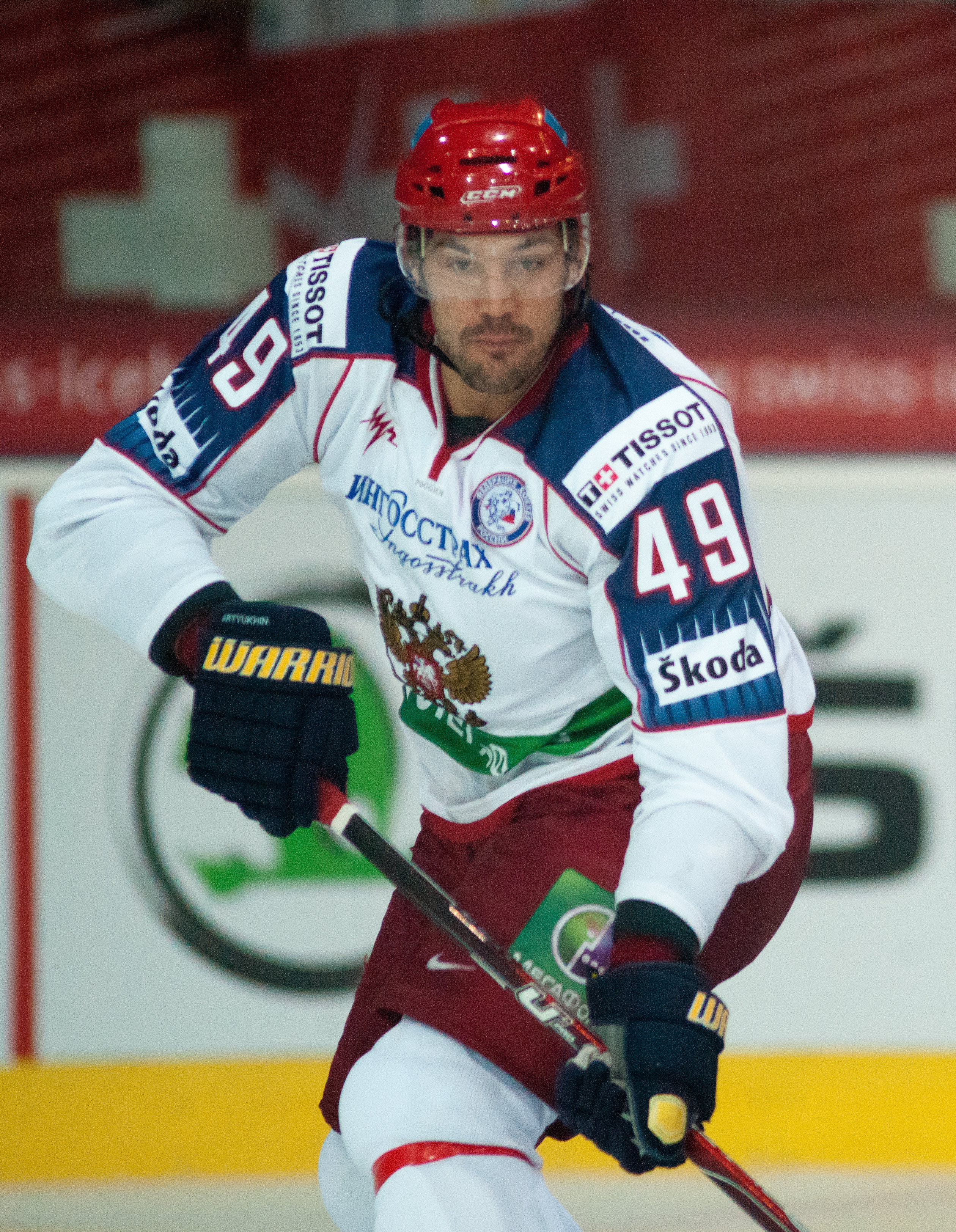
Евгений Артюхин в игре за сборную России

Евге́ний Евге́ньевич Артю́хин (4 апреля 1983, Москва) — российский хоккеист, правый крайний нападающий.
Чемпион мира среди молодёжных команд 2003 года. Известен своей сверхжёсткой манерой игры на льду.

## Биография
Отец — борец Евгений Артюхин (1949—2008), чемпион мира в тяжёлом весе. Старший брат — борец Сергей Артюхин (1976—2012), чемпион Европы и призёр чемпионатов мира в тяжёлом весе.
В 2002 году перебрался в Канаду, в одну из молодёжных лиг. В 2004—05 в 62 матчах за «Спрингфилд Фэлконс» (АХЛ) забросил 9 шайб и сделал 19 передач. Сезон 2006—07 провёл в ярославском «Локомотиве». Сезон 2007—08 начал в омском «Авангарде», в декабре перешёл в ЦСКА. Сезон 2008—2009 начал в составе «Тампы-Бэй» игроком основного состава. В сезоне 2009—2010 был обменян в «Анахайм Дакс». В этом же сезоне обменян в «Атланта Трэшерз». В конце октября 2010 года присоединился к ХК СКА (Санкт-Петербург). Стал обладателем кубка Континента, и бронзовым призёром КХЛ сезона 2012—2013. В июне 2013 года, он перешёл в подмосковный клуб «Атлант» (Мытищи). В межсезонье клуб разорвал контракт в связи с несоответствием уровня зарплаты и демонстрируемой игры. 16 августа 2014 года стало известно, что Артюхин продолжит карьеру в ЦСКА. Игрок подписал с клубом однолетний контракт. В следующем сезоне Евгений перешёл в СКА. 26 декабря 2015 года по инициативе СКА с игроком был расторгнут контракт. В сезон 2016/17 подписал контракт с хоккейным клубом «Сибирь». Контракт рассчитан на один год.
В 2021 году на год подписал контракт с владивостокским «Адмиралом» .

### В сборной
В составе российской сборной по хоккею играл на матчах Еврохоккейтура 2010/2011 и на чемпионате мира 2011 года (команда заняла 4-е место), после чего в сборную больше не приглашался. 24 апреля 2011 года в матче Еврохоккейтура против Финляндии Артюхин подрался с тремя игроками находившегося на площадке финского звена во главе с Микко Койву. При счёте 3:2 в пользу россиян (матч завершился победой 4:2) Туомо Рууту на скорости ударил защитника магнитогорского «Металлурга» Евгения Бирюкова локтем в голову, и тот получил не только сотрясение мозга, но и перелом носа, из-за чего пропустил чемпионат мира в Братиславе. Артюхин полез в драку, завалив на лёд сначала Микко Койву, потом Сами Лепистё и Ансси Салмела, однако с самим Рууту так и не сцепился. Рууту и Артюхина удалили до конца матча.
В матче 2-го тура чемпионата мира 2011 года против Чехии Артюхин силовыми приёмами во втором периоде при счёте 0:2 в пользу Чехии завалил трёх игроков чешской сборной в одной из смен — Карела Рахунека, Мартина Гавлата и Милана Михалека, причём Михалек получил от Артюхина удар такой силы, что с головы чеха чуть не слетел шлем. После матча Михалек жаловался на сильные головные боли и утверждал, что Артюхин вышел на лёд, только чтобы сломать кого-нибудь. Артюхин получил две минуты штрафа формально за атаку игрока, не владеющего шайбой, но в конце 2-го периода совершил ещё один грубый приём, ударив Рахунека так, что понадобился срочный выход врача на лёд. После матча чехи, несмотря на победу 3:2, отказались пожимать россиянину руку. В матче за 3-е место, в котором россияне проиграли 4:7, Рахунек «отыгрался» на Артюхине, применив силовой приём и разбив заградительное стекло. По ходу матча Артюхина и команду освистывали даже свои болельщики.

## Стиль игры
Артюхин при своих габаритах неоднократно исполнял силовые приёмы, а в матчах часто играл роль «тафгая», толкая игроков противника при действиях на «пятачке». Вячеслав Быков, выступая в защиту Артюхина, называл его очень интересным, технически оснащённым и дисциплинированным хоккеистом, к которому просто нужен особый подход, и отмечал его умение вносить смятение в ряды противника.
Выступая в НХЛ, Артюхин неоднократно подвергался дисквалификациям за жёсткие действия на льду, в том числе и за массовые драки. Впрочем, после перехода в КХЛ число драк с участием Артюхина не сократилось, а его грубая игра в матчах сборной России против Финляндии и Чехии в 2011 году стала поводом для дальнейшего отказа сборной от услуг Артюхина — вместе с Алексеем Емелиным он разделил 3-е и 4-е места в рейтинге наиболее удаляемых хоккеистов ЧМ-2011.

## Статистика
| Легенда | Легенда                    | Легенда | Легенда                   | Легенда | Легенда    |
| ------- | -------------------------- | ------- | ------------------------- | ------- | ---------- |
| И       | Количество проведённых игр | Штр     | Штрафное время            | +/−     | Плюс-минус |
| Г       | Голы                       | П       | Голевые передачи          | О       | Очки       |
| -       | Статистика неизвестна      | —       | Статистика не учитывалась |         |            |

### Клубная карьера
- a В этом сезоне в «Плей-офф» учитывается статистика игрока в Кубке Надежды.